# 보스턴 포위전
보스턴 포위전(Siege of Boston, 1775년 4월 19일 - 1776년 3월 17일)은 미국 독립 전쟁 개전 직후 대륙군이 보스턴을 포위하고 영국군의 움직임을 봉쇄한 포위전이다. 성과는 미미한 것이었지만, 대륙군을 조직하고 13개 식민지의 유대를 강화하여 중요한 역할을 했다. 미국, 영국 양측 모두 당사자들의 태도와 성격을 형성한 계기가 되었다. 포위전 때 큰 전투는 벙커 힐 전투뿐이었다.

## 초기
공격은 1775년 4월 19일의 ‘렉싱턴 콩코드 전투’가 끝난 밤에 시작되었다. 미국 식민지병(이 때는 아직 대륙군이 결성되지 않았다.) 이 영국군을 보스턴에 몰아 보스턴이 위치한 반도의 기지를 점령했다.
처음에는 매사추세츠 민병대 지휘관 알테마즈 워드 장군이 포위전 지휘했다. 워드는 작전 본부를 케임브리지에 두고 부대를 나누어, 찰스타운 넥, 록스베리, 도체스터 고지에 배치했다. 이때 미국 식민지병은 6,000명에서 8,000명이며, 대한 영국군은 토마스 게이지 장군이 이끄는 4,000여명의 정규병이었다.
엄격하게 말하자면, 영국군이 ‘포위’된 것은 아니었다. 항구를 영국 해군이 지배하고 있었으며, 보급 물자는 배로 운반되었다. 그럼에도 불구하고 보스턴의 마을과 군대는 식량이 부족하고 물가가 빠르게 뛰었다. 또 하나 중요한 것은, 미국 식민지군이 도시에서 일어나고 있는 것에 대해 대체적인 정보를 수집할 수 있던 것에 반해, 게이지 군은 ‘반란군’에 관한 유용한 정보를 얻을 수 없었다.
5월 10일, 뉴욕 식민지 북부 영국군의 타이컨더로가 요새를 미국 식민지군 이던 앨런과 베네딕트 아놀드가 기습을 가해 대량의 대포와 화약을 손에 넣었다. 이것은 이후 보스턴 포위전 결과에 큰 영향을 미치게 되었다.
5월 10일은 제2차 대륙회의가 필라델피아에서 처음으로 개최된 날이기도 하며, 영국군에 대한 독립 혁명의 지속과 보스턴 포위군에 대한 지원에 대한 논의를 시작했다.

## 벙커 힐 전투

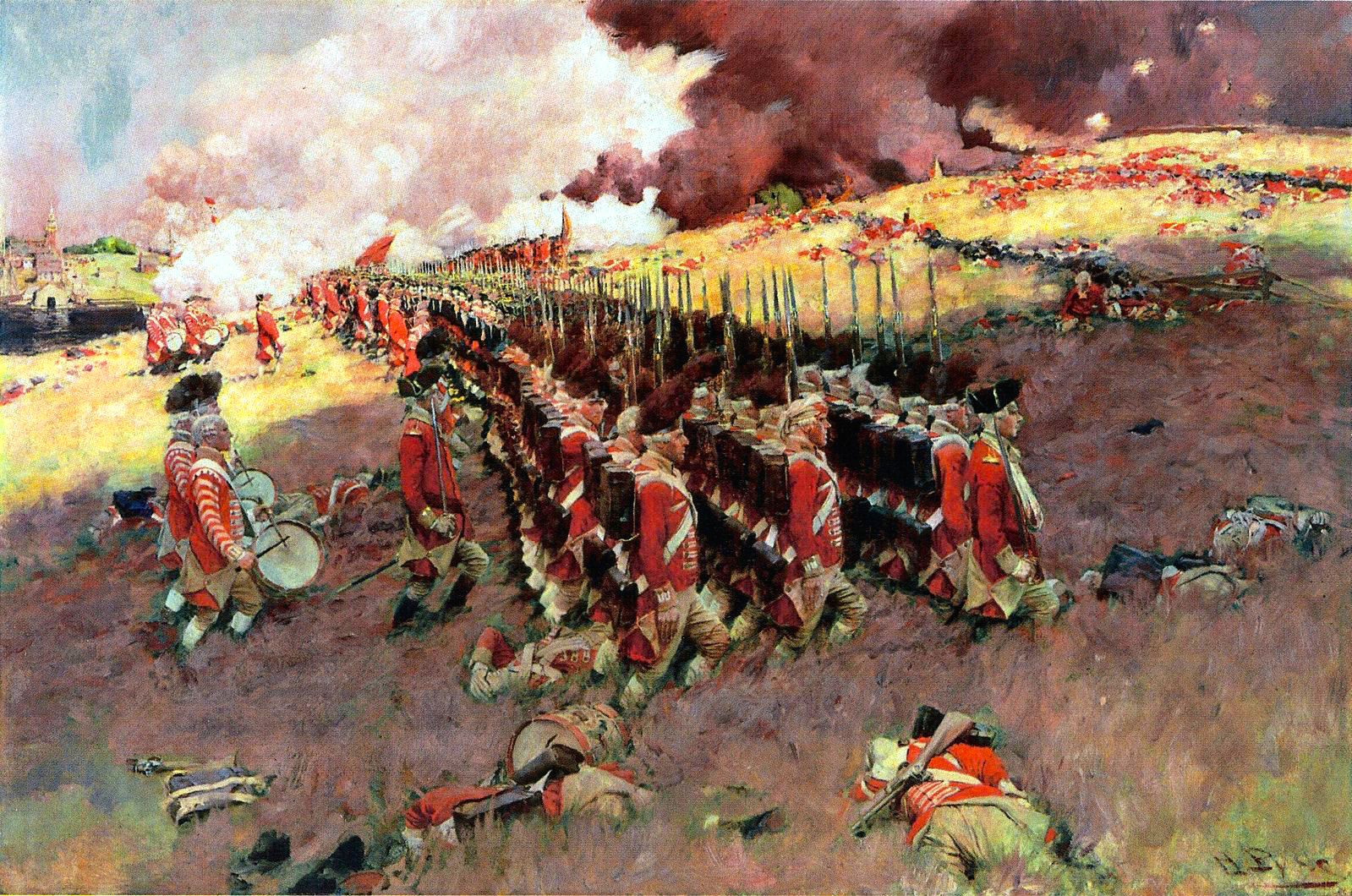
벙커 힐 전투, 하워드 파일, 1897

5월 25일, 게이지는 약 4,500명의 증원 부대와 3명의 장군, 윌리엄 하우, 존 버고인, 헨리 클린턴 소장을 맞았다. 게이지는 활로를 열 전략을 세우기 시작했다.
6월 14일, 대륙 회의의 결의에 미국 식민지군(대륙군)이 정식으로 조직 된 다음날 조지 워싱턴이 총사령관에 임명되었다. 6월 15일, 대륙회의의 안전위원회는 영국군이 도체스터 고지와 찰스타운의 기지를 공격할 계획을 하고 있는 것을 감지했다. 위원회는 워드 장군에 전령을 보내, 벙커 힐 등의 고지대를 단단히 방어하라고 지시했다. 워드는 이즈라엘 퍼트넘 장군과 윌리엄 프레스콧 대령에게 벙커 힐의 방위를 지시했다.
6월 17일에 일어난 벙커 힐 전투 결과, 하우 장군이 지휘한 영국군이 찰스타운 반도를 장악했다. 영국군은 목표를 달성했지만, 보스턴 포위를 풀지는 못했다. 대륙군은 반도의 밑을 여전히 장악하고 있었다. 영국군은 1,000여명의 사상자가 발생했고, 이후 대륙군에 대한 공격을 자제했다. 포위전은 교착 상태가 되었다.

## 교착 상태

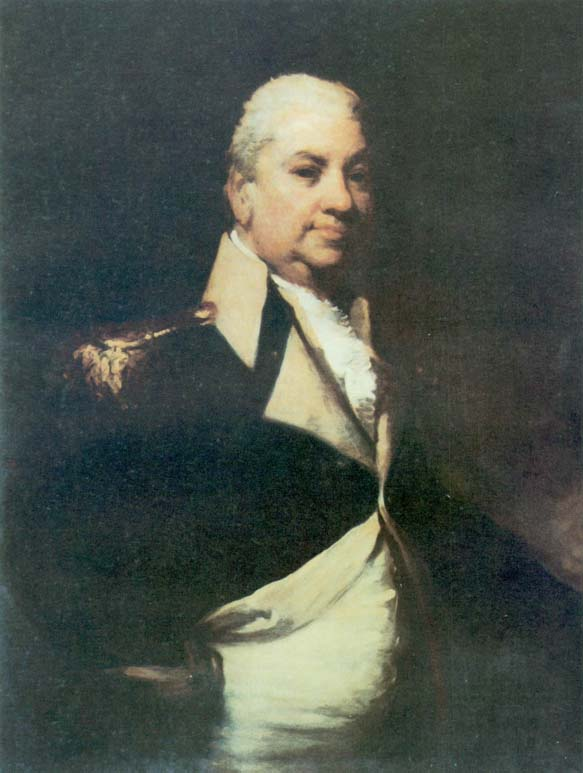
헨리 녹스

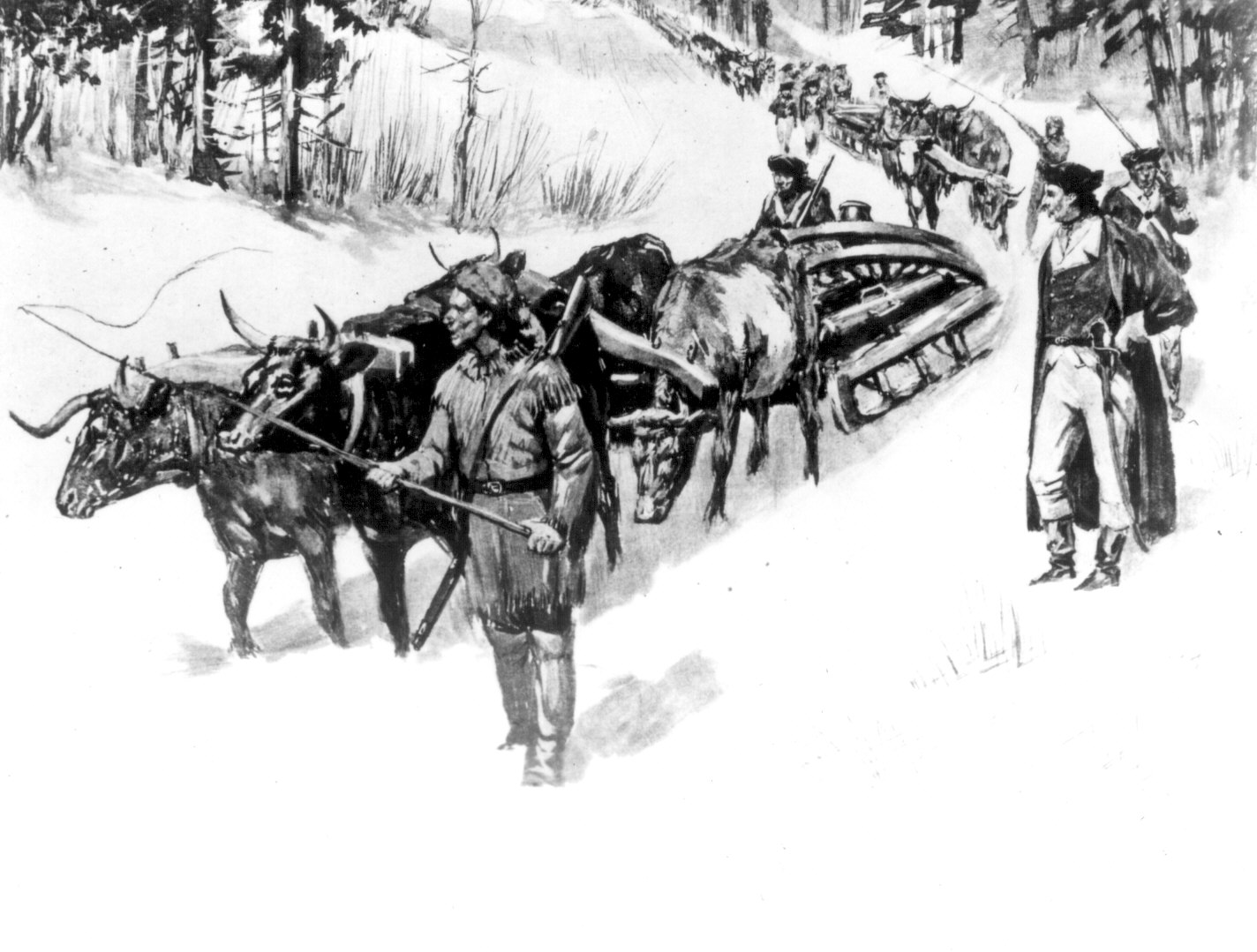
캠브릿지로 대포를 운송하는 헨리 녹스

7월 3일, 워싱턴이 도착하고 결성된 지 얼마 되지도 않은 대륙군을 지휘했다. 군인들은 보급 물자를 멀리 메릴랜드에서도 보내왔다. 도체스터 넥에 참호를 구축하고, 보스턴 방향으로 확장했다. 워싱턴은 영국군이 병력을 주둔시키고 있던 찰스타운 반도의 벙커 힐과 브리즈힐을 점령했다. 그러나 이 행동도 영국군과의 대립에 아무런 변화도 가져 오지 않았다.
교착 상태를 타개하기 위해 포위전에 온 병사에 대한 대책을 겸해, 캐나다 침공 작전이 계획된 8월 16일 제1원정대가 서쪽 방면에서, 9월 25일 제2원정대가 동쪽 방면으로 나갔다. 이 캐나다 원정의 결과는 대륙군의 손실 외에 아무런 성과도 얻지 못한 채에 1776년 가을에 끝이 났다.
그 어떤 변화도 없었지만, 헨리 녹스가 워싱턴에 타이콘데로가 요새에서 획득한 대포를 가져 오면 전황을 바꿀 수 있다고 제안했다. 워싱턴은 헨리 녹스를 대령에 임명하고 대포 운반 임무를 맡겼다. 그는 소를 이용해서 대포를 끌었다. 티콘데로가 요새를 나와 허드슨 강 서쪽 강변을 내려와 올버니에 이르러, 그곳에서 강을 건너 동쪽으로 이동하여 버크셔를 통해 보스턴에 들어가는 경로였다. 총 거리는 약 300마일(480 km)였으며, 12월 5일에 출발하여 56일이 걸렸다. 하루 평균 갈 수 있는 거리는 5.4마일 (8.6 km)로, 보통의 도보로 가는 길이라면 2시간에 도착할 거리를 하루에 걸쳐 진군한 것이다. 대포의 총 무게는 60톤이며, 썰매에 대포를 싣고, 얼어붙은 코네티컷 강을 도하하기도 했다. 1776년 1월 24일 캠브리지로 돌아올 수 있었다.

## 도체스터 고지
몇 주 후 3월 5일, 워싱턴은 하룻밤 사이에 대포 59문과 수 천명의 병사를, 보스턴을 접해 있는 도체스터 고지로 배치하는 모험을 했다. 워싱턴은 이날이 보스턴 학살 사건이 일어난 날(1770년)임을 말하고 병사를 격려했다.
겨우내 얼어붙은 도체스터 고지에 참호를 파는 것이 여의치 않았기 때문에, 워싱턴은 병사들은 통나무나 큰 가지 등 손에 닿는 모든 것을 이용해서 하룻밤 사이에 요새를 쌓아 올렸다. 하우 장군은 워싱턴이 쌓아 올린 요새를 보고, 아군이 3개월 걸릴 작업을 하룻 밤 사이에 했다며, 감탄했다. 하우 장군은 요새에 대한 공격 명령을 내렸지만, 눈보라로 때문에 무위로 돌아갔다. 눈이 그친 후 하우의 부관이 정면 공격을 하는 것은 위험하다는 조언을 받아들였다. 하우는 ‘벙커 힐 전투’에서 손해를 떠올리며 공격을 멈췄다. 영국 함대는 지금까지 무적의 존재였지만, 수심이 얕은 항구에 정박하여 배를 움직이는데 한계가 있는데다가, 대륙군의 도체스터 고지에 배치된 대포의 사정거리 내에 있었기 때문에 더 이상 그 가치를 잃고 있었다.
두 시간에 걸친 포격전 끝에 영국의 반응이 왔다. 영국군의 대포는 고지에 미치지 못한 반면, 미국 대륙군의 대포는 충분히 타격을 주었기 때문이다. 포격전에 실패한 후에 하우와 부관들은 보스턴을 공략하기 위해서 고지를 반드시 탈환해야 한다고 뜻을 모았다. 그들은 고지에 대한 기습을 계획했지만, 눈보라 때문에 무위로 돌아갔고, 영국군은 마침내 철수를 결정하고 말았다.
3월 8일 영국군은 보스톤의 저명 인사들을 워싱턴에게 보내 편지를 전달했다. 무사히 철수하게 해준다면, 도시를 파괴하지 않겠다는 내용이었다. 워싱턴은 그 편지를 접수했지만, 공식적으로 거부를 했다. 직위나 이름이 모두 언급되지 않았기 때문이다. 그러나 그 편지는 잠재적으로 유효했다. 영국군이 철수하자 미국 대륙군은 포격을 가하지 않았기 때문이다. 3월 9일 도체스터 고지의 눅크 힐의 움직임을 보고, 영국군은 밤새 포격을 가했다. 이 포격으로 대포 1문과 4명의 병사가 전사했다. 공격에 비해 미미한 성과였다. 다음 날 대륙군은 700문의 대포를 모아 영국군에게 포격을 가했다.
3월 10일 하우 장군은 대륙군에게 전쟁에 제공될 수 있는 모든 면제품과 양모제품의 양도하라는 성명서를 발표한다. 왕당파인 크리언 브러스가 이러한 상품들을 징발할 수 있는 허가를 받았다. 그 다음 주 동안 영국군 함대는 왕당파들과 병사들이 배 위에 물건을 싣고서 순풍을 기다리면서 보스턴 항에 정박해 있었다. 이 시기동안 항구 밖의 미국 대륙군은 보급선을 차단하여 지원이 이뤄지지 않도록 성공적인 활동을 하고 있었다.
3월 15일 순풍이 불어왔지만, 떠나기도 전에 역풍이 불어닥쳤다. 그리고 3월 17일 다시 순풍으로 바뀌었다. 퇴각하는 동안 방해를 받으면, 도시를 불태우기로 한 부대는 새벽 4시경에 철수를 시작했다. 오전 9시 경에는 모든 배들이 퇴각할 수 있었다. 보스턴을 떠나는 함대는 120척이었으며, 11,000여명의 병력들이 실려있었다. 그들 중 9,906명은 영국군 부대였고, 667명은 여자, 553명이 아이들이었다.
1776년 3월 17일, 영국군은 배를 타고 노바 스코샤의 핼리팩스 쪽으로 철수했다. 보스턴 포위전은 끝나고 미국 식민지의 사기가 올라갔다. 민병들은 귀향을 했고, 4월, 워싱턴은 대륙군의 주력을 이끌고 뉴욕으로 향했다.
워싱턴은 티콘데로가 요새에서 얻은 대포를 보스턴 항구의 영국 함대를 향해 언제든지 포탄을 발사할 수 있게 배치시켜 두었지만, 실제로는 포탄과 화약은 거의 없었다. 워싱턴의 종이호랑이 전략이 성공을 거둔 것이다.
1901년 이후, 매사추세츠 서퍽 카운티는 3월 17일을 광복절로 휴일로 경축해 왔다.

## 같이 보기
- 미국 독립 전쟁